# Zweilappiger Hahnenfuß
Der Zweilappige Hahnenfuß (Ranunculus bilobus) ist eine Pflanzenart aus der Gattung Hahnenfuß (Ranunculus) innerhalb der Familie der Hahnenfußgewächse (Ranunculaceae). Sie ist ein Endemit der italienischen Südalpen.

## Beschreibung

### Vegetative Merkmale
Der Zweilappige Hahnenfuß ist eine ausdauernde krautige Pflanze, die Wuchshöhen von nur 5 bis 10, selten bis 15 Zentimetern erreicht. Der „Wurzelstock“ ist kurz und hat starke Seitenwurzeln. Die Stängel sind aufrecht oder aufsteigend.
Außer den grundständigen Laubblättern mit nur ein bis drei hochblattartigen linealisch-lanzettlichen Blätter vorhanden. Die grundständigen Laubblätter sind in langen Blattstiel und Blattspreite gegliedert. Ihre Blattspreite ist nierenförmig bis fast rund mit herzförmigem Grund. Sie sind kahl, deutlich fünfnervig, auf der Unterseite netzadrig und am Rand einfach bis doppelt stumpf gekerbt.

### Generative Merkmale
Die Blütezeit reicht von Juni bis Juli. Die Blüten stehen aufrecht.
Die zwittrige Blüten ist bei einem Durchmesser von 20 bis 25 Millimetern radiärsymmetrisch und fünfzählig mit doppelter Blütenhülle. Die Kelchblätter sind eiförmig mit zugespitztem oberen Ende und kürzer als die Kronblätter, denen sie anliegen. Die Kronblätter sind weiß, herzförmig und kurz genagelt.
Die Früchtchen sind länglich, aufgeblasen und mit einem ebenso langen, geraden, nur an der Spitze umgebogenen Schnabel versehen.
Die Chromosomenzahl beträgt 2n = 16.

## Vorkommen
Der Zweilappige Hahnenfuß ist ein Endemit der italienischen Südalpen. Er kommt vor auf dem Monte Álben in den Bergamasker Alpen in der Provinz Bergamo und auf der Corna Blacca in den Gardaseebergen der Provinz Brescia bis zum Monte Tremalzo und dem Val di Ledro in der Provinz Trient. Am Monte Tombéa steigt er bis in eine Höhenlage von 1900 Metern auf. Er gedeiht auf feuchtem Felsschutt und in offenen Rasen in der subalpinen und alpinen Höhenstufe auf Kalkböden, beispielsweise im Polsterseggen-Rasen Caricetum firmae des Verbands Seslerion.

## Taxonomie
Die Erstbeschreibung von Ranunculus bilobus erfolgte 1858 durch Antonio Bertoloni in Miscellanea botanica, Band 19, S. 5.